# Račice nad Trotinou
Račice nad Trotinou (en allemand : Ratschitz an der Trotina) est une commune du district de Hradec Králové, dans la région de Hradec Králové, en République tchèque. Sa population s'élevait à 158 habitants en 2022.

## Géographie
Račice nad Trotinou est arrosée par la Trotina, un affluent de l'Elbe, et se trouve à 6 km à l'ouest-nord-ouest de Smiřice, à 12 km au nord-nord-ouest de Hradec Králové et à 101 km à l'est-nord-est de Prague.
La commune est limitée par Lužany au nord, par Habřina et Smiřice à l'est, par Sendražice au sud, et par Hořiněves à l'ouest.

## Histoire
La première mention écrite de la localité date de 1437.

## Transports
Par la route, Puchlovice se trouve à 6,3 km de Smiřice, à 17 km de Hradec Králové et à 130 km de Prague. 